# Німецька окупація СРСР
Окупація території СРСР військами Третього райху та його союзників, Німецька окупація СРСР — терміни, якими в радянській історіографії прийнято позначати будь-яку форму контролю території СРСР, окупованої нацистською Німеччиною та її союзниками в ході Другої світової війни.
Напад 22 червня 1941 року на Радянський Союз Німеччини та її союзників Румунії, Фінляндії, Угорщини, Словаччини та Італії, який ознаменував для СРСР початок Німецько-радянської війни, призвів до встановлення на частині території СРСР приблизно з третиною населення країни контролю Німеччини та її союзників: території Білоруської, Української, Естонської, Латвійської, Литовської РСР, 13 країв та областей РРФСР — під контролем Німеччини; Молдавська РСР, Північна Буковина та деякі райони півдня Української РСР (Трансністрія) перебували під управлінням Румунії, частина Карело-Фінської РСР була окупована фінськими військами (див.: Фінська влада в Карелії (1941—1944)).

## Цілі Німеччини на Сході
Як зазначав у 1999 році німецький історик доктор Вольфрем Верте, «війна Третього Рейху проти Радянського Союзу була з самого початку націлена на захоплення території аж до Уралу, експлуатацію природних ресурсів СРСР і довгострокове підпорядкування Росії німецькому пануванню». Перед прямою загрозою планомірного фізичного знищення опинилися всі євреї, цигани, гомосексуали, психічно хворі, комуністи та інші «небажані» елементи.

## Райхскомісаріати

### Остланд і Московія
17 липня 1941 року на підставі декрету Гітлера «Про цивільне управління в окупованих східних областях» було створено Імперське міністерство окупованих східних територій (нім. Reichsministerium für die besetzten Ostgebiete (RMfdbO)). Очолив його Альфред Розенберг. Цього ж дня засновано дві адміністративні одиниці Великонімецького райху — райхскомісаріат Остланд, що включав Прибалтику й Західну Білорусь і поділявся на чотири генеральні округи (нім. Generalbezirke): Estland, Lettland, Litauen і Weißruthenien — та райхскомісаріат Московія, який повинен був включити всю європейську частину Росії, за винятком півдня і західних областей (Псков та ін.), що увійшли до «Остланду». До цього моменту територія останнього була захоплена майже повністю, за винятком північної частини Естонії.

### Україна
30 червня 1941 року, після відступу радянських військ зі Львова ОУН(б) на чолі зі Степаном Бандерою проголосила відновлення Української держави. Головою уряду — «Українського державного правління» — був обраний Ярослав Стецько. Пізніше, після окупації вермахтом Києва, конкуруюча ОУН(м) Андрія Мельника проголосила створення Української національної ради. Проте влада Третього райху не визнала жоден із новопроголошених урядів. Їхні члени почергово кілька разів заарештовувались, а згодом були відправлені до концтаборів (до вересня 1944 року).
20 серпня 1941 року декретом Гітлера створено райхскомісаріат Україна як адміністративну одиницю Великонімецького райху. Він включав у себе захоплені українські території за винятком дистрикту Галичина (передавався під контроль Генерал-губернаторства), Трансністрії (Задністров'я) та Північної Буковини, що відходили Румунії, і, пізніше, виділення Таврії (Криму), анексованої Німеччиною під майбутню німецьку колонізацію як Готії (Готенгау). Крім того, райхскомісаріат Україна повинен був пізніше охопити російські області: Курську, Воронезьку, Орловську, Ростовську, Тамбовську, Саратовську та Сталінградську.
Планована Гітлером німецька колонізація Причорномор'я мала за мету «відновити» державу готів у Криму, для чого передбачалося перейменувати Сімферополь у Готенбург («Місто готів»), а Севастополь — у Теодеріксхафен («Порт Теодоріха»). Теодоріх дійсно був королем готів, але інших — на Балканах та в Італії. У Криму він ніколи не був. Але нацистське керівництво це не бентежило, оскільки ім'я Готенгафен («Порт готів») було вже зайняте польською Гдинею.

### Кавказ
На Кавказі передбачалося створити автономну область (райхскомісаріат) у складі Третього райху. Столиця — Тбілісі. Територія охоплювала б увесь радянський Кавказ від Туреччини та Ірану до Дону і Волги. У складі райхскомісаріату планувалося створити національні утворення. Основою економіки цього краю повинні були стати видобуток нафти і сільське господарство.

## Підготовка до війни та початок бойових дій

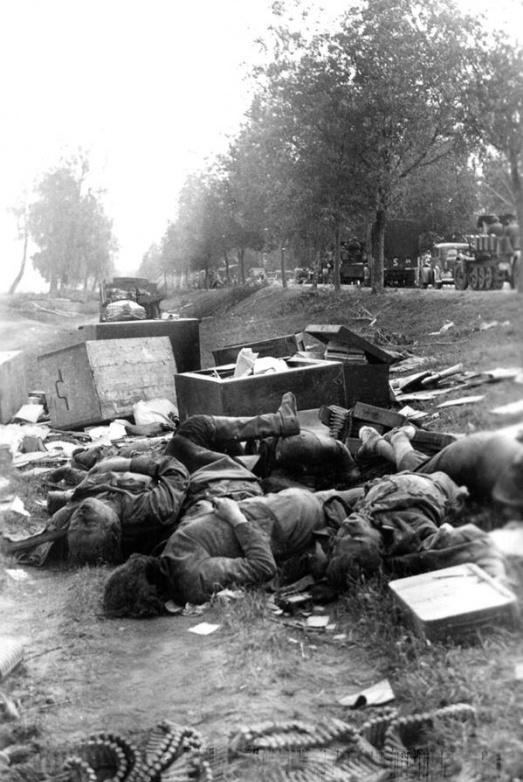
Перші дні окупації. Війська вермахту просуваються на схід, скинувши у кювет трупи вбитих людей.

Як пише російський історик Геннадій Бордюгов,
...політичне і військове керівництво Німеччини з самого початку… зажадало від солдатів готовності до протиправних, злочинних, по суті, дій. Уявлення Гітлера на цей рахунок були послідовним розвитком тих політичних принципів, які він виклав у своїх книгах, написаних ще у 1920-ті роки… 30 березня 1941 р. на секретній нараді Гітлер, виступаючи перед 249 генералами, військам яких належало брати участь в операції „Барбаросса“, назвав більшовизм проявом „соціальної злочинності“. Він заявив, що „мова йде про боротьбу на знищення“.
Згідно з наказом начальника верховного командування вермахту генерал-фельдмаршала Кейтеля від 13 травня 1941 року «Про військову підсудність у районі „Барбаросса“ і про особливі повноваження військ», підписаного ним на підставі розпоряджень Гітлера, фактично оголошувався режим необмеженого терору на території СРСР, окупованій німецькими військами. У наказі містився пункт, який фактично звільняв окупантів від відповідальності за злочини проти цивільного населення:
Порушення переслідування за дії, вчинені військовослужбовцями і обслуговчим персоналом по відношенню до ворожих цивільних осіб, не є обов'язковим навіть у тих випадках, коли ці дії одночасно складають військовий злочин або проступок.
19 травня 1941 року були прийняті «Керівні вказівки про поведінку військ у Росії», що обмежували кримінальне переслідування німецьких військовослужбовців.

23 липня 1941 року, вже у ході воєнних дій, Кейтель віддав наказ військам про необхідність застосування найсуворіших заходів щодо цивільного населення:
Частинам, призначеним для охорони окупованих східних районів, зважаючи на їх величину слід придушувати опір цивільного населення не методом юридичного покарання злочинців, а шляхом залякування з тим, щоб відбити у нього всяку охоту продовжувати боротьбу… Для підтримки порядку командувачі не повинні вимагати підкріплень, а застосовувати найбільш драконівські заходи.
Геннадій Бордюгов вказує також на існування інших документальних підтверджень відносин німецьких воєначальників до цивільного населення, що опинилося в зоні бойових дій, — так, командувач 6-ю армією фон Райхенау вимагає (10 липня 1941 року) розстрілювати «солдатів у цивільному, яких легко впізнати за короткою стрижкою», і «цивільних осіб, манери і поведінка яких представляються ворожими», генерал Г. Хот (листопад 1941 року) — «негайно і безжально припиняти кожен крок активного чи пасивного опору», командир 254-ї дивізії генерал-лейтенант фон Вешнітта (2 грудня 1941 року) — «стріляти без попередження в будь-яку цивільну особу будь-якого віку і статі, яка наближається до передової» і «негайно розстрілювати кожного, підозрюваного в шпигунстві».
16 грудня 1942 року Кейтель підписав директиву «Боротьба з бандами», в якій підтвердив, що німецькі війська «мають право і зобов'язані застосовувати у цій боротьбі будь-які засоби, без обмеження, також проти жінок і дітей, якщо це тільки сприяє успіху».

## Управління окупованими територіями
20 квітня 1941 року Гітлер запропонував одному з ідеологів націонал-соціалізму Альфреду Розенбергу очолити здійснення окупаційної політики на Сході. 9 травня Розенберг представив Гітлеру проект директив по східній політиці, який, зокрема, передбачав розчленування СРСР на ряд губернаторств.
17 липня 1941 року на підставі розпорядження Гітлера «Про цивільне управління в окупованих східних областях» під керівництвом Розенберга було сформовано Імперське міністерство у справах окупованих східних територій. Йому підпорядковувалися райхскомісаріати:
- райхскомісаріат Остланд (центр — Рига), який включав територію прибалтійських республік СРСР та Білорусі (райхскомісар Гінріх Лозе);
- райхскомісаріат Україна (центр — Рівне), до якого увійшла територія України, за винятком кількох областей Західної України, а також частина білоруських областей — південь Брестської області, майже вся Гомельська і частина Пінської та Поліської областей (райхскомісар Еріх Кох).

Передбачалося також створення райхскомісаріатів «Кавказ» (центр — Тбілісі, райхскомісар А. Шікеданц), «Московія» (Центральна Росія до Уралу; райхскомісар 3. Каше), «Туркестан» (територія Середньої Азії). Апарати райхскомісаріатів «Кавказ», «Московія» і «Туркестан» були сформовані у 1941 році, однак до роботи приступили лише деякі адміністративні органи на Кавказі та в Центральній Росії.
Після звільнення радянськими військами території СРСР апарат райхскомісаріатів було евакуйовано, міністерство фактично розформовано, а його склад — мобілізовано у ході заходів з ведення тотальної війни.
Інші адміністративно-територіальні утворення Третього райху на окупованих радянських територіях:
- Дистрикт Галичина у складі Генерал-губернаторства;
- Округа Білосток;
- Локотське самоврядування;
- Білоруська центральна рада.

Території на схід від райхскомісаріатів «Остланд» та «Україна» перебували під військовим управлінням головнокомандуючого німецькими сухопутними військами, командуючих групами військ і армії.
райхскомісаріати в адміністративно-територіальному відношенні складалися з генеральних округів, областей (гебітів), округів, районів, повітів, волостей, які очолювали генеральні, гебітс- та районні комісари.
Окуповані області РРФСР не мали єдиної цивільної адміністрації та уніфікованого управління. У містах створювалися управи, в сільських районах — комендатури.
Вся повнота влади в районах (волостях) належала відповідним військовим комендантам. У волостях призначались старшини (бургомістри), в селах — старости. Всі колишні радянські органи були розпущені, громадські організації — заборонені.
Порядок у сільських районах забезпечували поліцейські, у великих населених пунктах — підрозділи СС та охоронні частини.
Було введено суворий облік місцевого населення, яке підлягало реєстрації в поліції. Мешканцям заборонялося без дозволу властей залишати місця постійного проживання.
Звичайним покаранням за порушення розпоряджень окупаційної влади і засобом залякування населення служила смертна кара через повішення — наприклад, за користування колодязями, якими користувалися німецькі солдати, або за перебування в забороненій зоні залізниці.

Місцеве населення зобов'язане вести себе відповідно до німецьких законів та наказів, виданих для нього німецькими властями. Оскільки місцеві мешканці не є німецькими підданими або особами німецької національності, вони підлягають такому особливому положенню про покарання:
- Усі особи, які здійснюють акт насильства проти німецької імперії або проти органів влади, які перебувають на території окупованих східних областей,
- усі особи, які навмисно руйнують установи, що належать німецьким властям, об'єкти, що служать діяльності німецьких властей, або споруди, які служать суспільним інтересам,
- усі особи, які розповсюджують ворожі німцям чутки шляхом ведення ненависницької або підбурювальної пропаганди,
- усі особи, що підбурюють до непокори указів або постанов німецької влади,
- усі особи, які здійснюють акти насильства, спрямовані проти німецьких громадян або осіб німецької національності в зв'язку з їх приналежністю до німецького народу,
- усі особи, які здійснюють акти насильства проти військовослужбовців німецької армії, німецької поліції, в тому числі її допоміжних сил, представників управління державної трудової повинності, працівників німецьких властей, службових органів або партійної організації НСРПН,
- усі особи, які навмисно здійснюють підпали і тим самим руйнують загальнонімецьке майно або майно німецьких громадян або осіб німецької національності, підлягають смертній карі, а в менш тяжких випадках — ув'язнення до каторжної в'язниці

— Берлін, 23 серпня 1941 року.

Постачання населення продовольством з боку окупаційної влади не було, в особливо важких умовах опинилися міські мешканці. На окупованих територіях повсюдно були встановлені штрафи, тілесні покарання, натуральні і грошові податки, розміри яких здебільшого встановлювалися окупаційною владою довільно. Література та німецькі періодичні видання на окупованій території СРСР у роки Другої світової війни несли, здебільшого, пропагандистське навантаження.

## Оцінки характеру окупаційної адміністрації
На думку російського історика О. Р. Дюкова, «жорстокість окупаційного режиму була така, що, за найскромнішими підрахунками, кожен п'ятий із сімдесяти мільйонів радянських громадян, що опинилися під окупацією, не дожив до Перемоги».

За оцінкою Тейлора, представника звинувачення від США на Нюрнберзькому процесі,
…звірства, вчинені збройними силами та іншими організаціями Третього райху на Сході, були такими приголомшливо жахливими, що людський розум ледве може їх осягнути… Я думаю, аналіз покаже, що це були не просто божевілля і жага крові. Навпаки, в наявності були метод і мета. Ці звірства мали місце в результаті ретельно розрахованих наказів і директив, виданих до або під час нападу на Радянський Союз і являють собою послідовну логічну систему.
Як зазначає російський історик Г. А. Бордюгов, у справах «Надзвичайної державної комісії зі встановлення та розслідування злодіянь німецько-фашистських загарбників та їх спільників» (червень 1941 — грудень 1944 років) зафіксовано 54784 акти про звірства проти мирного населення на окупованих радянських територіях. Серед них — такі злочини, як «використання цивільного населення в ході воєнних дій, насильницька мобілізація мирного населення, розстріли мирних жителів та знищення їхніх жител, зґвалтування, полювання за людьми — невільниками для німецької промисловості».
 
Німецька окупація СРСР та її ініціатори були публічно засуджені міжнародним трибуналом у ході Нюрнберзького процесу.